# 拉拉-鬱金香大清真寺
烏法大清真寺，俗稱拉拉-郁金香大清真寺（俄语：Уфимская соборная мечеть «Ляля-Тюльпан»、巴什基爾語：«Ләлә-Тюльпан» Өфө йәмиғ мәсете），是俄羅斯一座清真寺，位於巴什科爾托斯坦共和國首府烏法。
清真寺名稱的意思是「含苞的鬱金香」，指的是兩座宣禮塔的形狀，仿照突厥民族的象徵。巴什基爾人更認為幸福藏在鬱金香的花蕾里。清真寺於1998年4月7日啟用，興建經費由共和國政府和信眾負擔。
清真寺樓高三層、石結構，最多可容納1000名信徒，其中大廳可容納300人、女寺可容納200人。一、二層為禮堂等空間。兩座宣禮塔高53公尺，是俄羅斯第三高，僅次於格羅茲尼「車臣之心」清真寺和喀山的庫爾·謝里夫清真寺。